# Dallas Keuchel
Dallas Keuchel (ur. 1 stycznia 1988) – amerykański baseballista występujący na pozycji miotacza w Atlanta Braves.

## Przebieg kariery
Keuchel studiował na University of Arkansas, gdzie grał w uniwersyteckiej drużynie Arkansas Razorbacks.
Został wybrany w 2009 roku w siódmej rundzie draftu przez Houston Astros i początkowo występował w klubach farmerskich tego zespołu, między innymi w Oklahoma City RedHawks, reprezentującym poziom Triple-A. W Major League Baseball zadebiutował 17 czerwca 2012 w przegranym meczu przeciwko Texas Rangers.
13 maja 2014 w meczu z Texas Rangers zaliczył pierwszy w MLB complete game shutout. W tym samym roku otrzymał Złotą Rękawicę. W lipcu 2015 został po raz pierwszy w karierze powołany do AL All-Star Team. 19 lipca 2015 w meczu z Texas Rangers ustanowił rekord kariery, zaliczając 13 strikeoutów. W 2015 po raz pierwszy otrzymał nagrodę Cy Young Award.
7 czerwca 2019 został zawodnikiem Atlanta Braves.

## Życie prywatne
Jest synem Denisa i Tresy Keuchelów, ma jedną siostrę – Kristę.

## Nagrody i wyróżnienia
| Nagroda/wyróżnienie      | Lata                   | Źródło      |
| 2× All-Star              | 2015, 2017             | [ 6 ]       |
| 4× Gold Glove Award      | 2014, 2015, 2016, 2018 | [ 2 ] [ 5 ] |
| Zwycięzca w World Series | 2017                   | [ 2 ]       |
| Cy Young Award           | 2015                   | [ 8 ]       |